# Nei mari dell'Alaska
Nei mari dell'Alaska (Alaska Seas) è un film noir del 1954 diretto da Jerry Hopper.
È il remake di Il falco del nord (Spawn of the North) di Henry Hathaway del 1938.